# 宮田村
宮田村（みやだむら）は、長野県上伊那郡の村。

## 概要
宮田式農業で知られる。

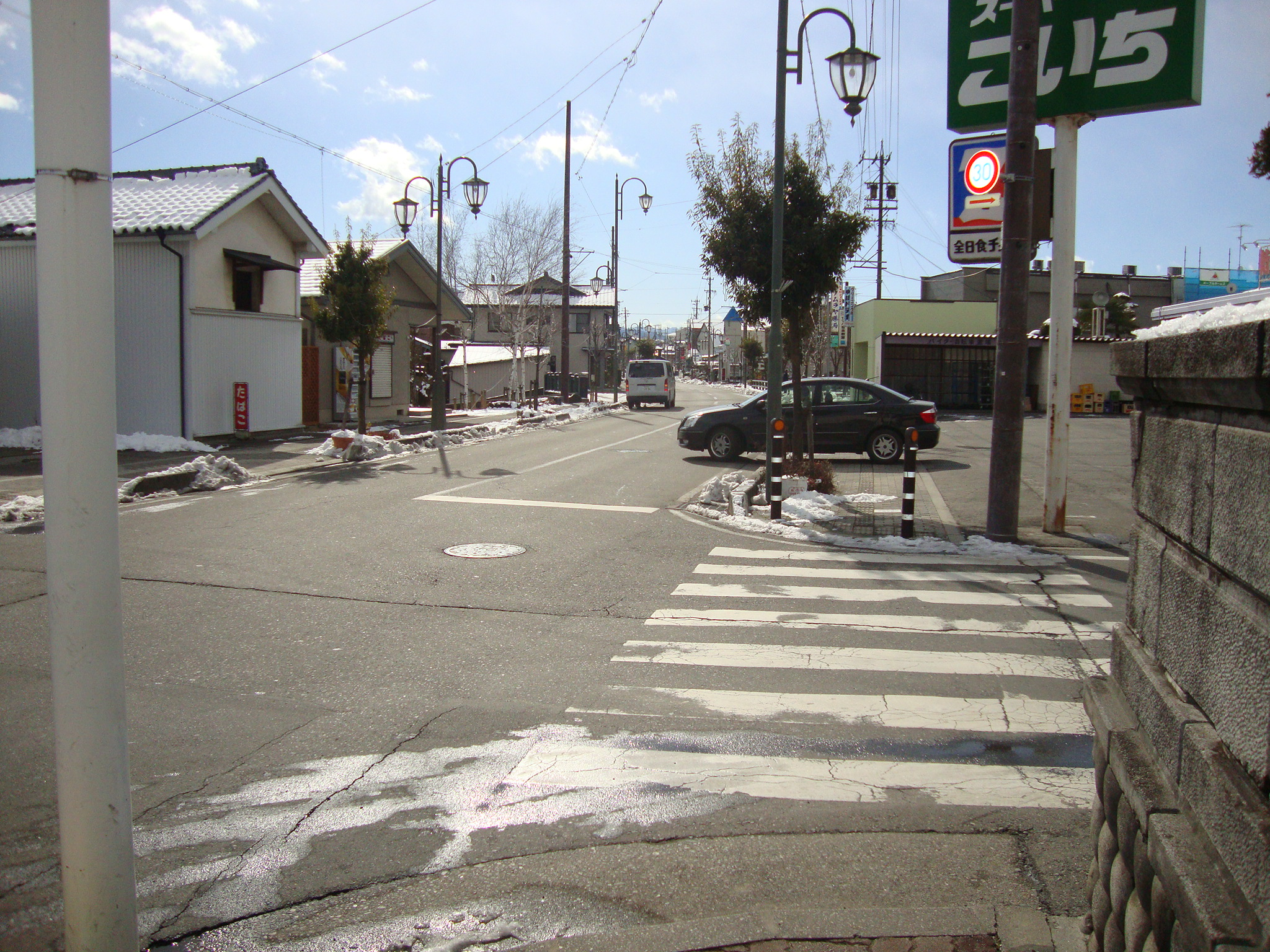
村内風景

木曽駒ヶ岳､千畳敷、宝剣岳など、中央アルプスの主要な山岳観光地を抱えている。
2019年3月、中央アルプスは中央アルプス国定公園となったが、宮田村は特別保護地区の80.6%を占めている。
また、津島神社の祇園祭は神輿を打ち壊す奇祭として知られている。
宮田村は大字の設定が無い自治体であり、住所表記時には「宮田村」の直後に番地を記載する。

## 地理

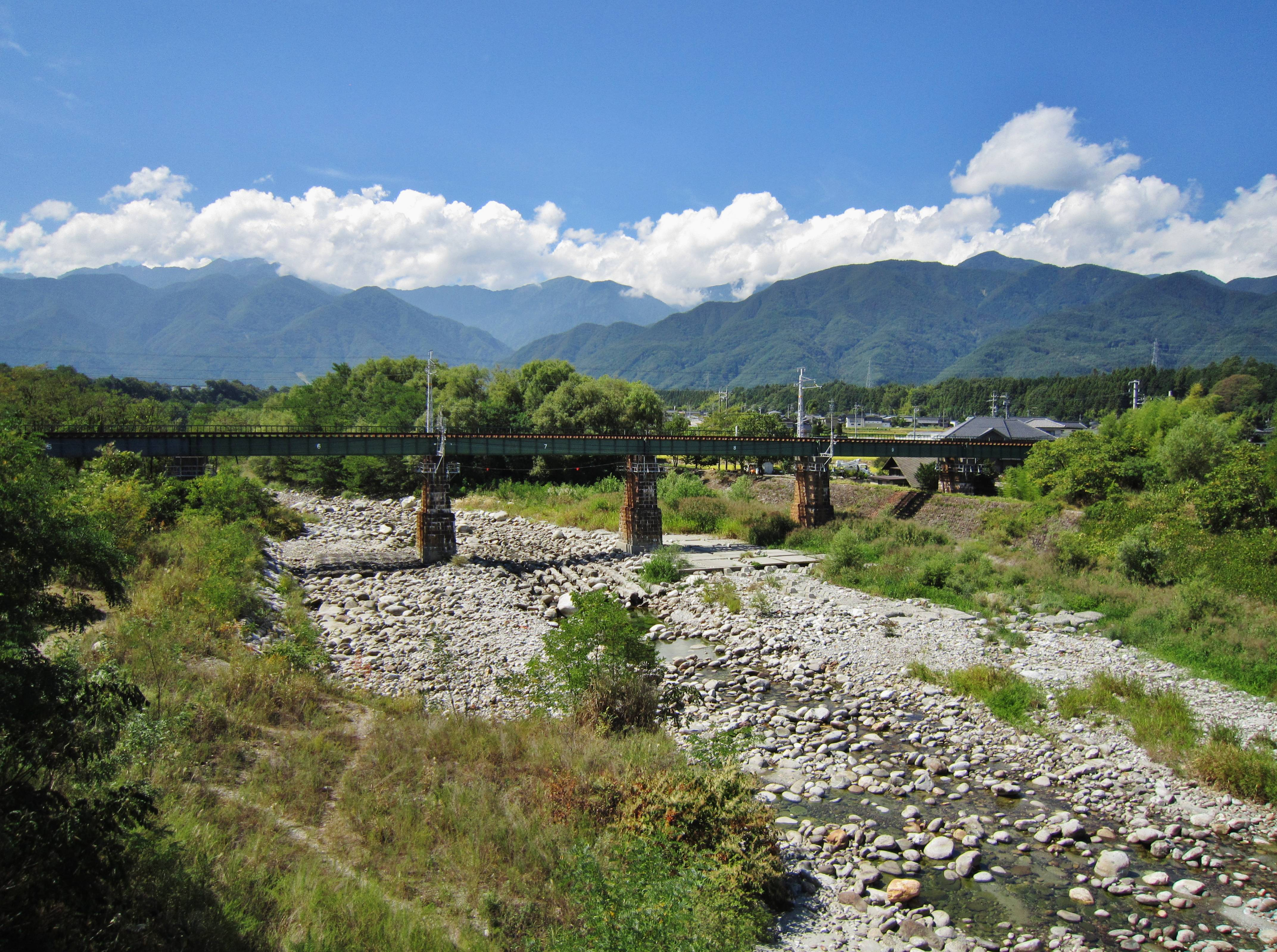
JR飯田線と太田切川

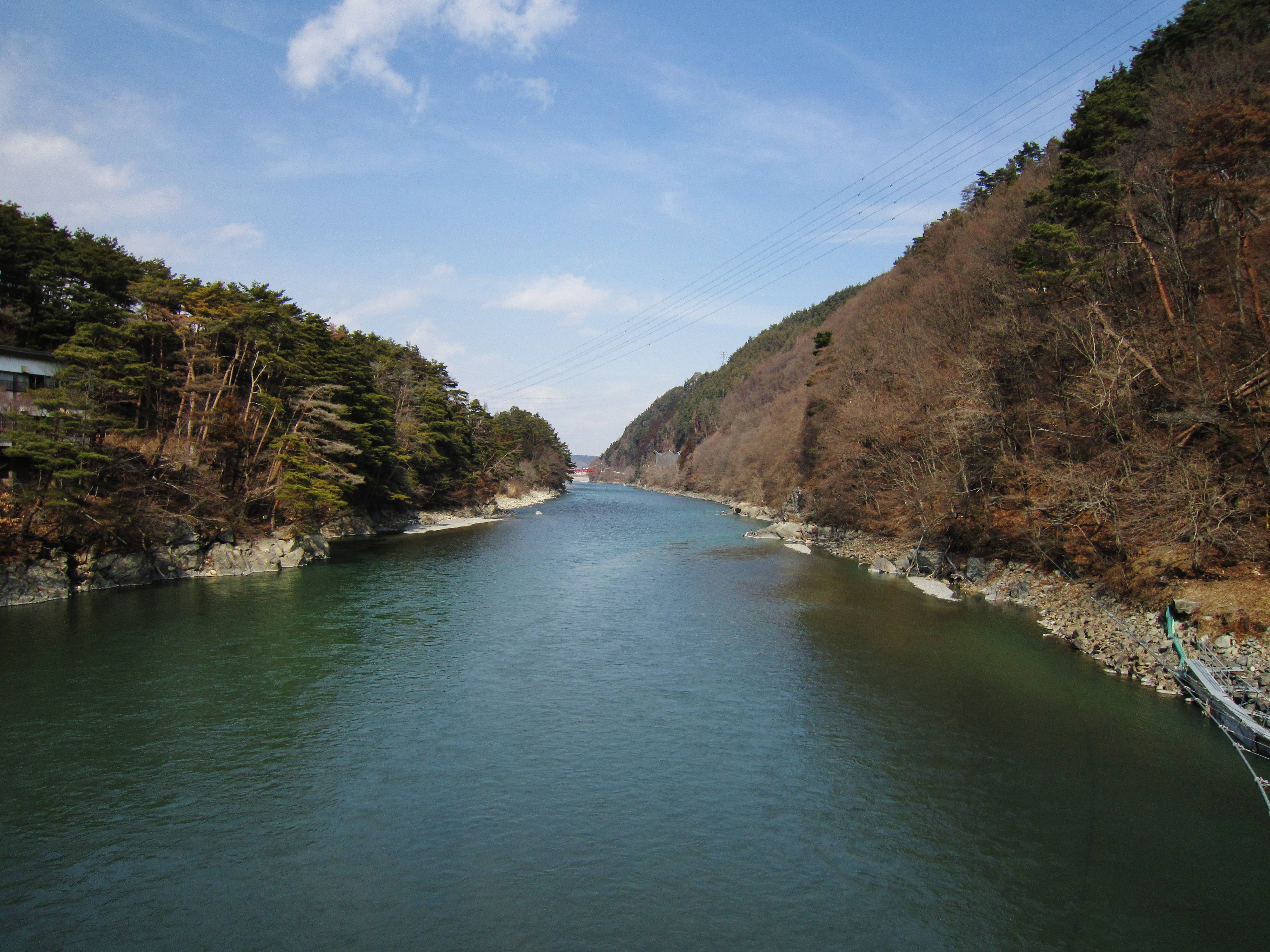
大久保ダム

### 位置
村の西端には中央アルプスの最高峰である木曽駒ヶ岳がそびえ、東端に天竜川、南端に太田切川が流れており、東のなだらかな平野部と、西の駒ヶ岳まで至る深い山地からなっている。

### 地形

#### 山岳
主な山
- 木曽駒ヶ岳
- 将棊頭山
- 宝剣岳

#### 河川
主な川
- 太田切川
- 黒川
- 天竜川

#### 湖沼
主な湖
- 大久保ダム（人造湖）
- 濃ヶ池

### 人口
| |                                        |  |
| 宮田村と全国の年齢別人口分布（2005年） | 宮田村の年齢・男女別人口分布（2005年） |  |
| ■紫色 ― 宮田村 ■緑色 ― 日本全国 | ■青色 ― 男性 ■赤色 ― 女性              |  |
| 宮田村（に相当する地域）の人口の推移 \| 1970年（昭和45年） \| 6,767人 \| \| \| 1975年（昭和50年） \| 7,169人 \| \| \| 1980年（昭和55年） \| 7,582人 \| \| \| 1985年（昭和60年） \| 7,898人 \| \| \| 1990年（平成2年） \| 7,894人 \| \| \| 1995年（平成7年） \| 8,103人 \| \| \| 2000年（平成12年） \| 8,692人 \| \| \| 2005年（平成17年） \| 8,968人 \| \| \| 2010年（平成22年） \| 8,974人 \| \| \| 2015年（平成27年） \| 8,821人 \| \| \| 2020年（令和2年） \| 8,569人 \| \| |                                        |  |
| 総務省統計局 国勢調査より |                                        |  |
| 1970年（昭和45年） | 6,767人                                |  |
| 1975年（昭和50年） | 7,169人                                |  |
| 1980年（昭和55年） | 7,582人                                |  |
| 1985年（昭和60年） | 7,898人                                |  |
| 1990年（平成2年） | 7,894人                                |  |
| 1995年（平成7年） | 8,103人                                |  |
| 2000年（平成12年） | 8,692人                                |  |
| 2005年（平成17年） | 8,968人                                |  |
| 2010年（平成22年） | 8,974人                                |  |
| 2015年（平成27年） | 8,821人                                |  |
| 2020年（令和2年） | 8,569人                                |  |

### 隣接自治体
長野県
- 伊那市
- 駒ヶ根市
- 木曽郡：上松町
- 木曽郡：木曽町

## 歴史

### 先史
「中越式」で知られる中越遺跡に代表される多くの遺跡が物語るように、この地では、古くから人々が生活を営んできた。

### 古代

#### 平安時代
村名は平安時代の律令に関する資料である「延喜式」や、百科事典的な資料「倭名類聚抄」の中に出てくる「宮田」による。
この時代は東山道の宮田駅が置かれ、この地方の中心地であった。

### 近世

#### 江戸時代
江戸時代は高遠藩に属して三州街道の宮田宿が置かれ、交通の要衝として信濃十五宿にも数えられて、伝馬や中馬の中継地点として、また近代以降は木曽駒ヶ岳の登山基地として賑わっている。

### 近現代

#### 昭和時代
合併(後述)前の(旧)宮田村は、1954年に町制を施行し宮田町となっていた。
その後近隣町村と市町村合併し、(旧)駒ヶ根市となった。
当初は旧赤穂町(現駒ヶ根市)等の市制施行のための合併で、その後分立させる計画だったが、合併後に駒ヶ根市議会が否決。激しい住民運動の末、宮田村として分立した。
宮田町として復活せず、宮田村として復活したのは、この間に長野県の条例が改正により、町となる人口要件の変更が行われており、その条件を満たさなくなったためである。
- 1956年（昭和31年）9月30日 - 駒ヶ根市の区域から分立して、上伊那郡宮田村が発足する。

### 現代

#### 平成時代
- 1999年（平成11年）11月9日 - 田原市と友好都市提携締結。

## 政治

### 行政

#### 宮田村長
- 村長：天野早人（2025年1月26日 - ）

#### 宮田村議会
- 議長：川手三平（2025年2月6日 -）
- 副議長：小林宏美（2025年2月6日 - ）
- 議員定数：12人　欠員1（2025年1月14日 - ）
- 歴代正副議長

#### 長野県議会
- 長野県議会議員（上伊那郡区）：清水正康

## 施設

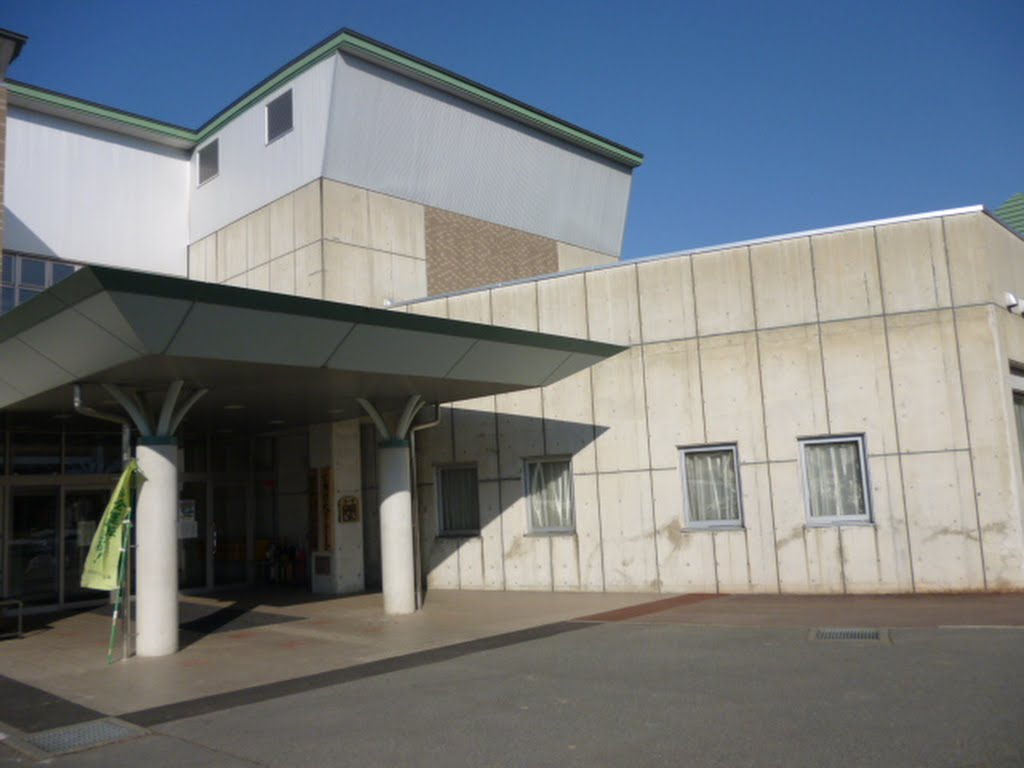
宮田村図書館

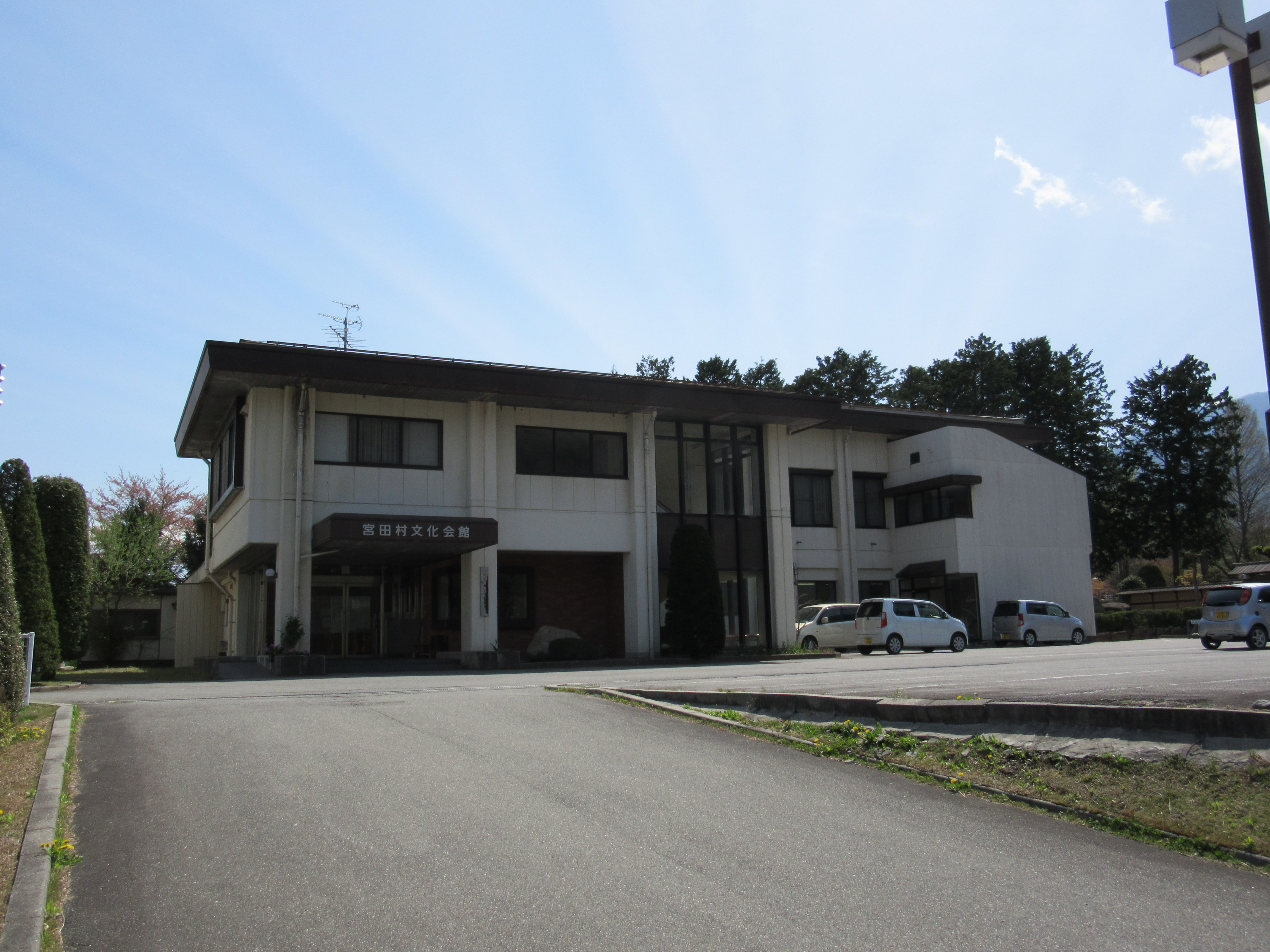
宮田村文化会館

### 警察
- 駒ヶ根警察署宮田村警察官駐在所

### 郵便局
主な郵便局
- 宮田郵便局

### 図書館
- 宮田村図書館

### 文化施設
- 宮田村文化会館

### 運動施設
- 宮田村体育館 - 宮田村農業トレーニングセンター内

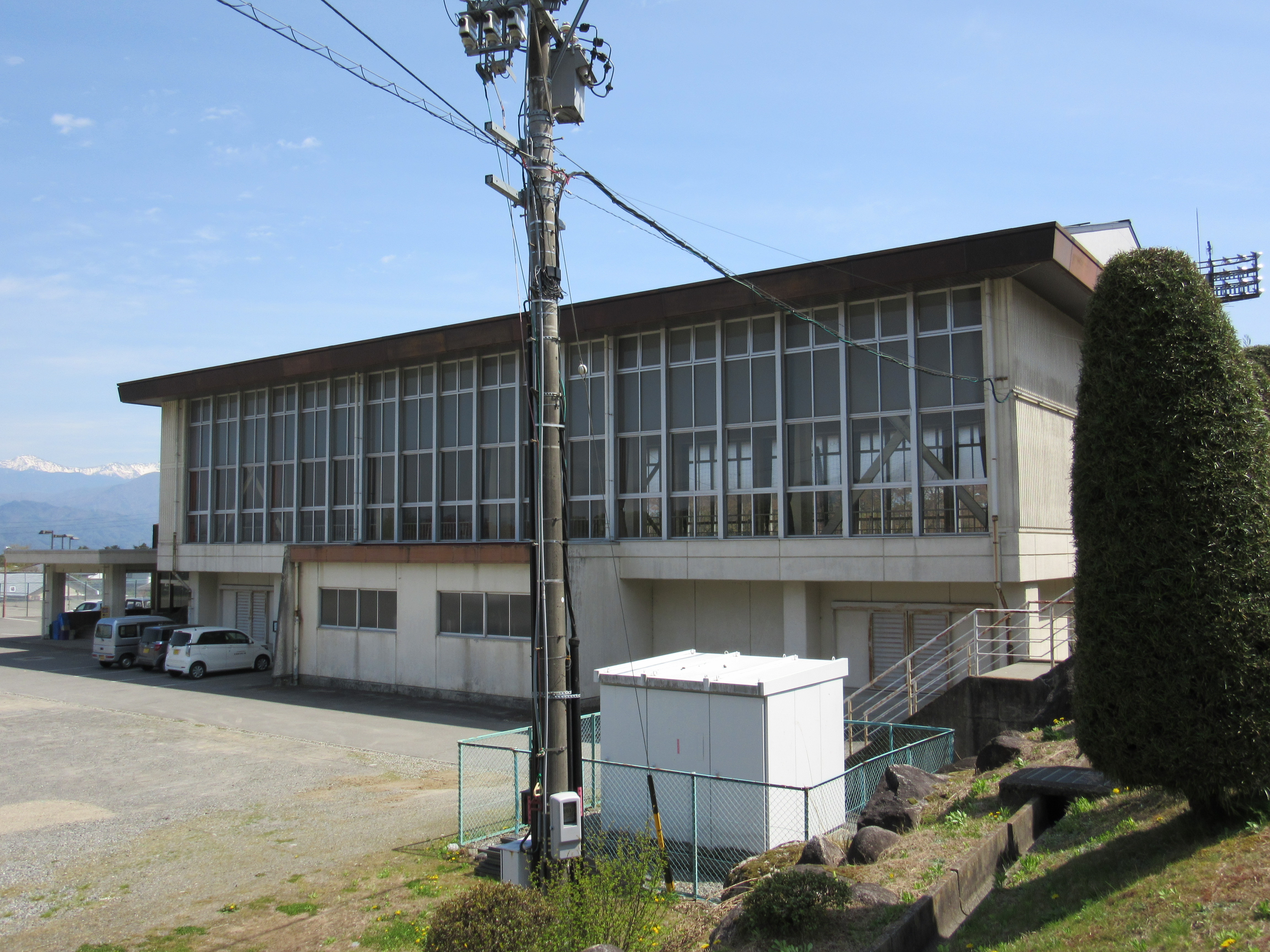
宮田村体育館

## 対外関係

### 姉妹都市・提携都市

#### 国内
提携都市
- 田原市（中部地方 愛知県）
  - 1999年（平成11年）11月9日 - 友好都市提携締結

### 協力提携
- 日本福祉大学（中部地方 愛知県）
  - 2001年（平成13年）8月26日 - 友好協力宣言

## 経済

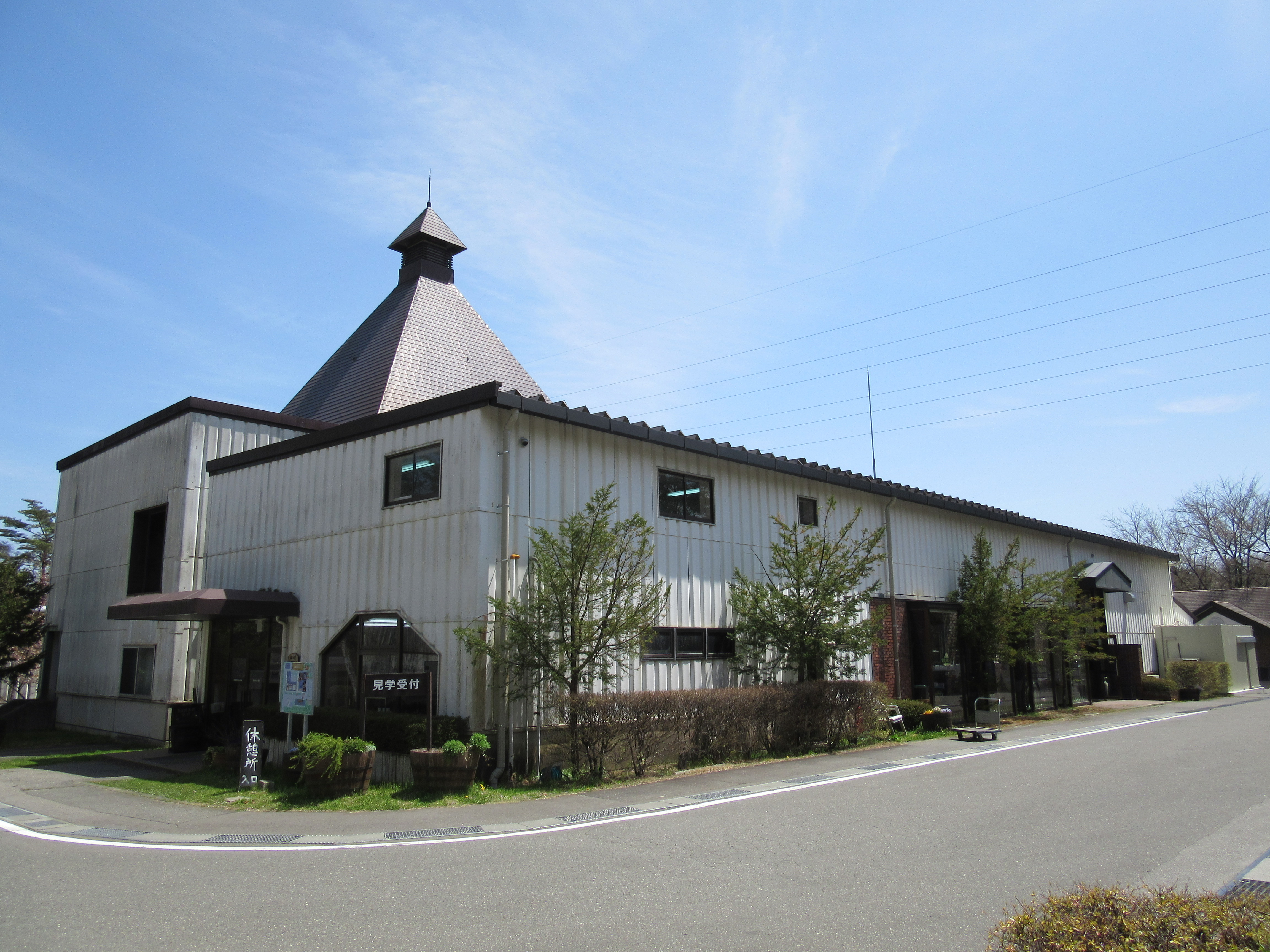
本坊酒造・信州ファクトリー

### 第一次産業

#### 農業
農業協同組合
- 上伊那農業協同組合（JA上伊那）
  - 宮田支所

### 第二次産業

#### 工業
主な工場
- タカノ
- タカノ機械
- 日本発条 伊那工場

#### 醸造業
- 本坊酒造 マルス駒ヶ岳蒸溜所
- 南信州ビール

### 第三次産業

#### 商業
主な商業施設
- エーコープ宮田店
- ニシザワ宮田食彩館

### 拠点を置く企業
- タカノ 本社・宮田工場
- タカノ機械
- 日本発条 伊那工場
- 日発運輸伊那営業所
- 本坊酒造 マルス信州蒸溜所
- 南信州ビール
- ティービーエム
- マスダ
- 横河マニファクチャリング
- LIXIL中央研究所
- テーケー
- 北川製菓　駒ケ岳工場
- ユーエスアイ
- ミヤタ
- 信濃工業
- 千代田
- 宮田アルマイト工業
- パブリックレコード
- ヒラサワ
- 野溝製作所
- キョーシン精工
- 初崎製作所
- 河井工器
- 中央塗装
- 長野システム開発

## 生活基盤

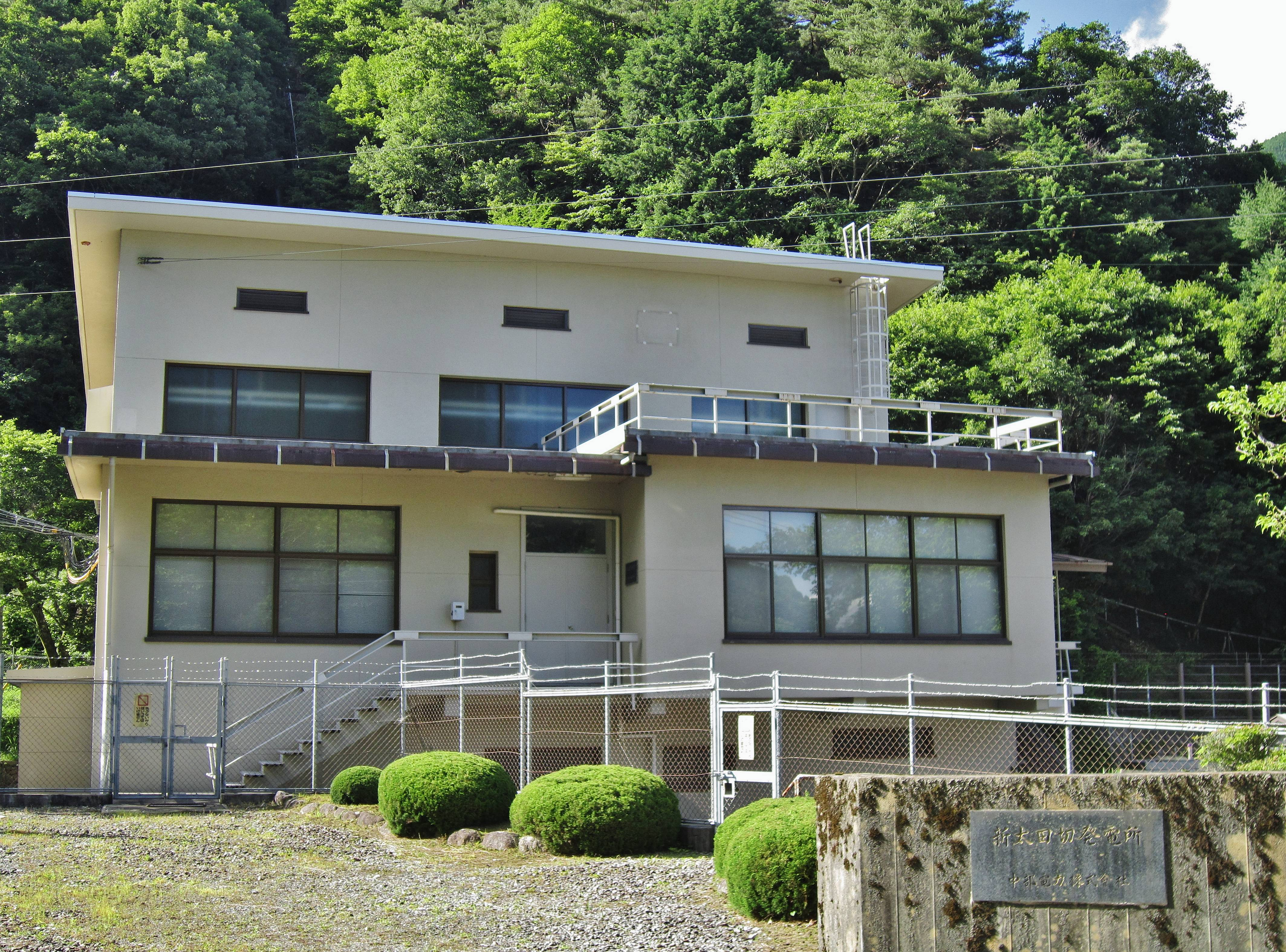
新大田切発電所

### ライフライン

#### 電力
- 中部電力
- 長野県企業局

発電所
- 新大田切発電所

#### ガス
- 諏訪ガス
- 信州ガス

#### 上下水道
- 長野県企業局

#### 電信
- NTT東日本 - NTT東日本-長野

#### ケーブルテレビ局
- エコーシティー・駒ヶ岳

## 教育

### 高等学校
村内に高等学校はない。県内の公立高校で第3学区（南信）の区域にあたる。

### 中学校
村立
- 宮田村立宮田中学校

### 小学校
村立
- 宮田村立宮田小学校

### 保育園
- 東保育園
- こうめ保育園
- 西保育園

## 交通

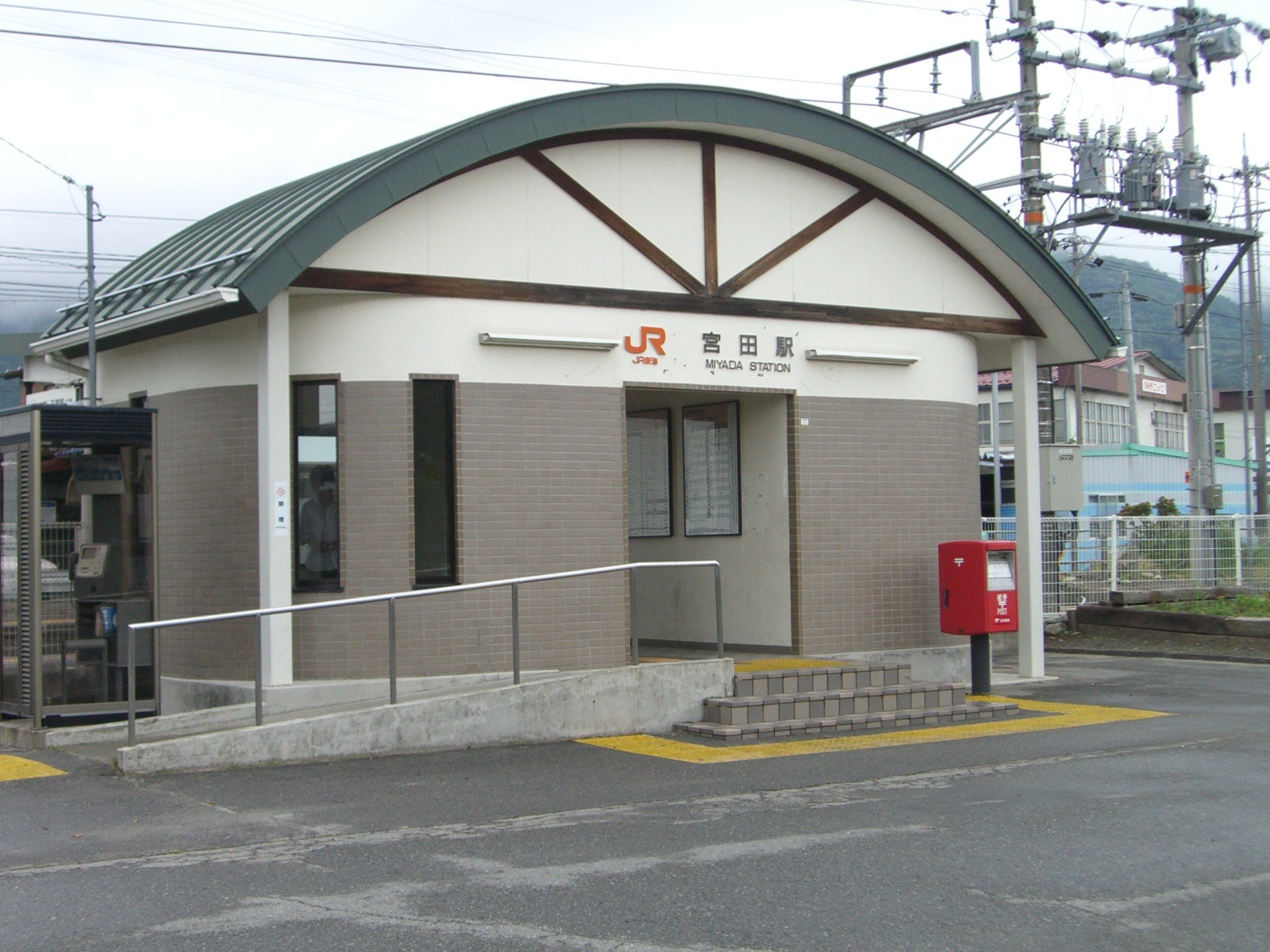
宮田駅

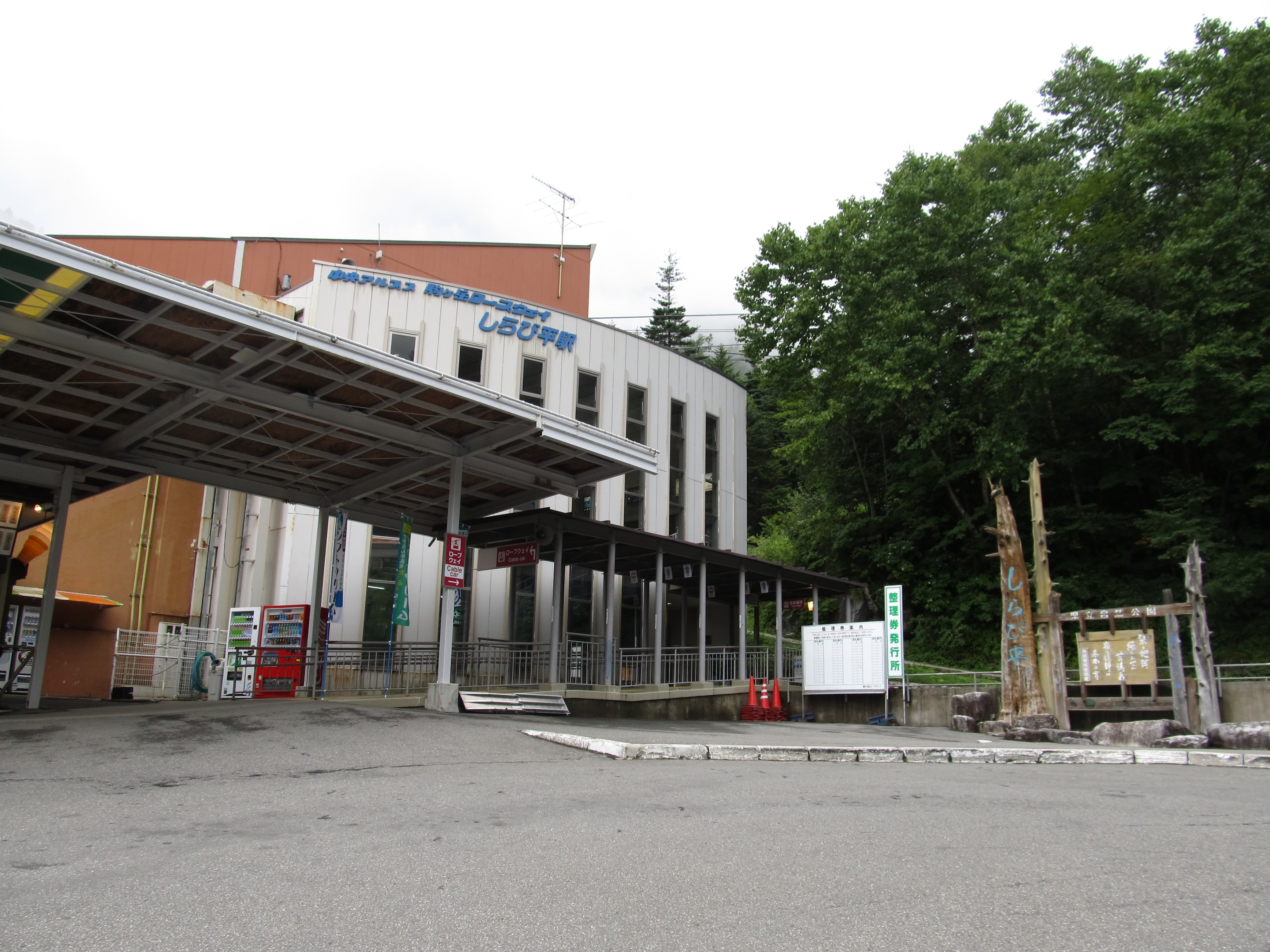
駒ヶ岳ロープウェイ
しらび平駅

### 鉄道

#### 鉄道路線
東海旅客鉄道（JR東海）
■飯田線：- 宮田駅 -

### 索道

#### ロープウェイ
中央アルプス観光
- 駒ヶ岳ロープウェイ：しらび平駅

※山頂の千畳敷駅は駒ヶ根市に所在するが、主要な登山道は宮田村地籍にある。

### バス

#### 路線バス
- 宮田BS（国道153号）

#### 高速バス
- 中央道宮田BS（中央自動車道）

### 道路

#### 高速道路
中日本高速道路（NEXCO中日本）
- 中央自動車道：（伊那市）- 中央道宮田BS -（駒ヶ根市）

#### 国道
- 国道153号

#### 県道
主要地方道
- 長野県道75号駒ヶ根駒ヶ岳公園線

一般県道
- 長野県道213号栗林宮田停車場線
- 長野県道221号宮田沢渡線

## 観光

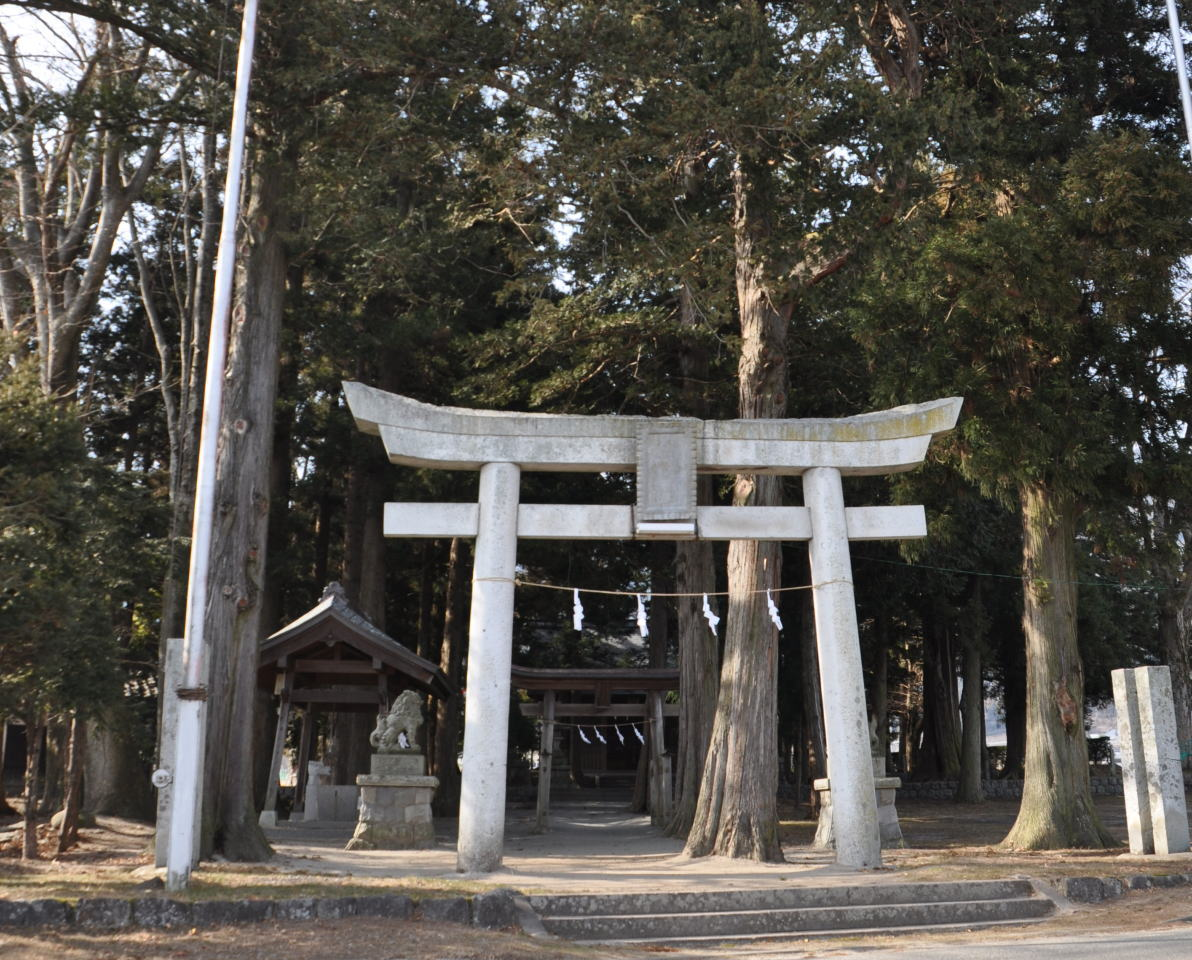
姫宮神社

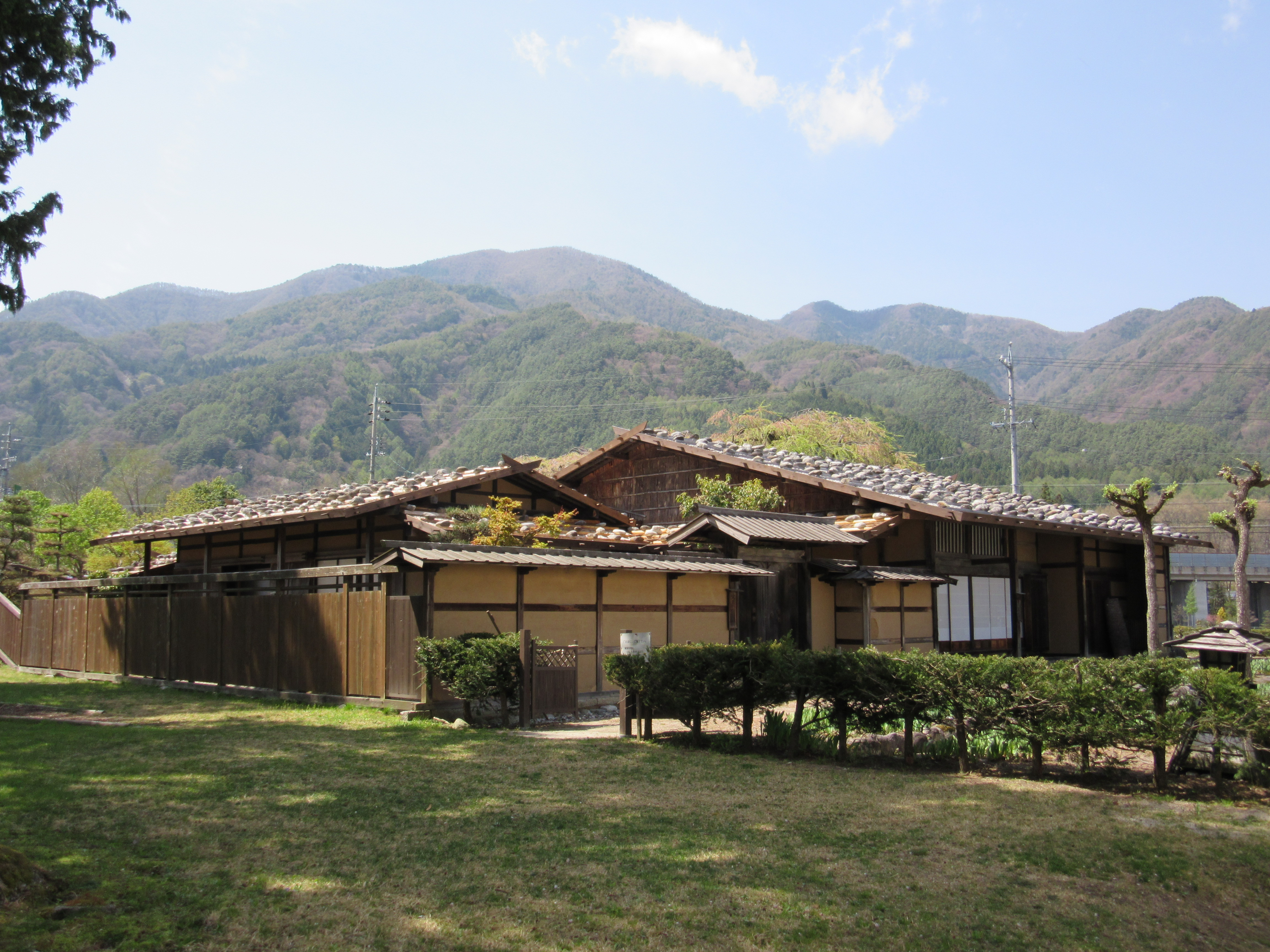
宮田宿本陣

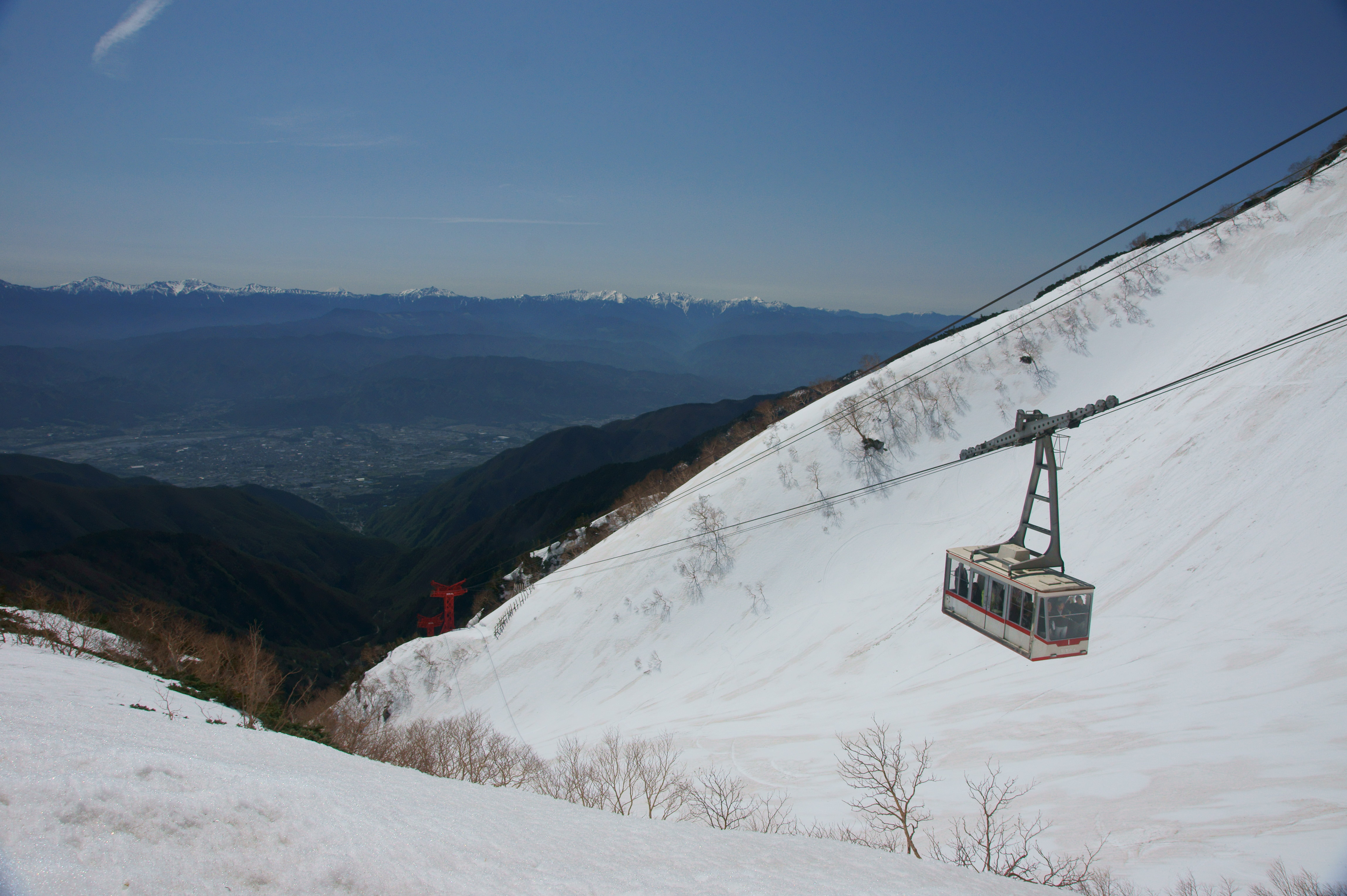
駒ヶ岳ロープウェイ

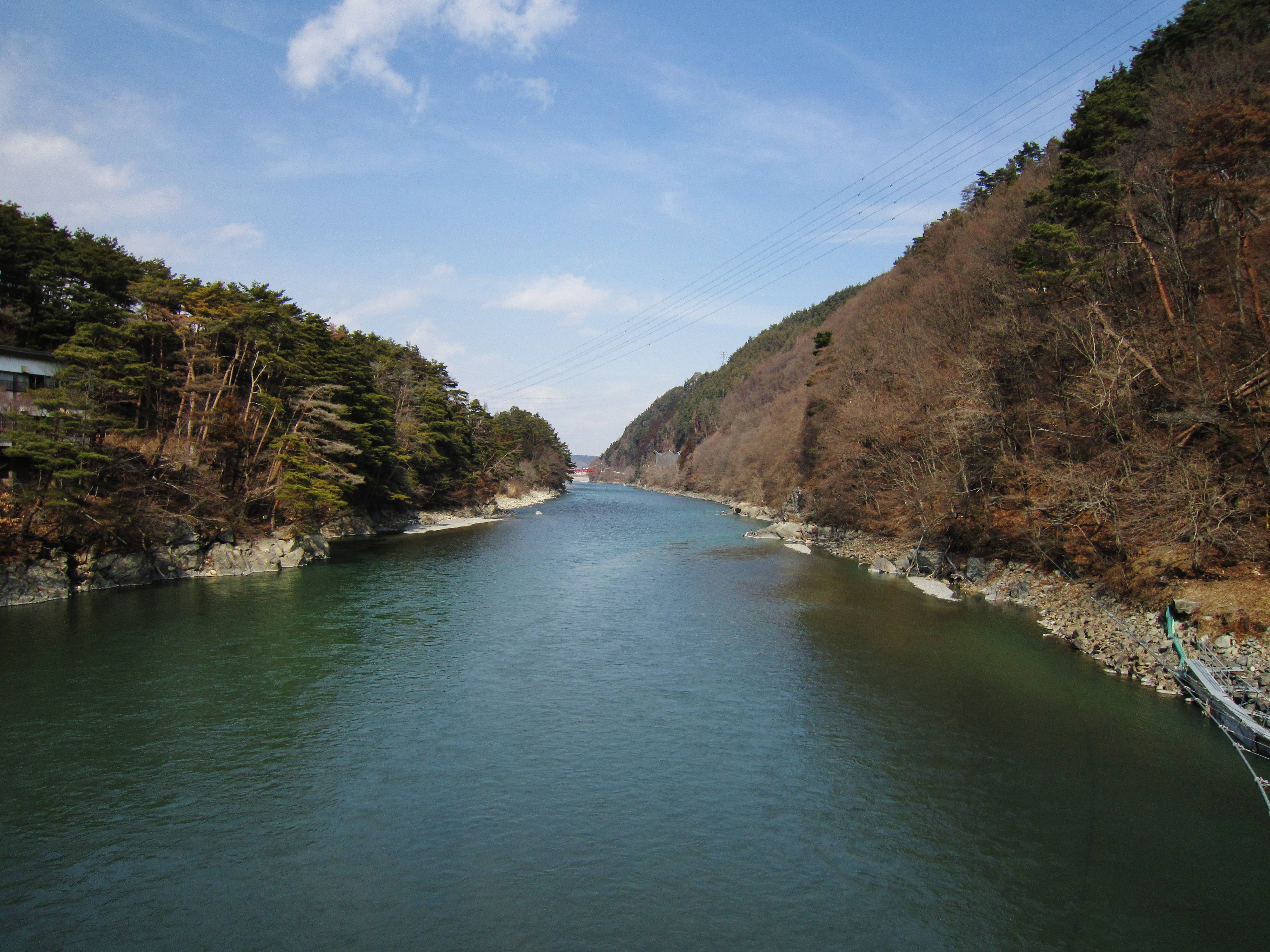
伊那峡を流れる天竜川
川を境に左が宮田村、右が駒ヶ根市である。

### 文化財
国指定文化財
- カモシカ

長野県指定
- 旧新井家住宅（宮田宿本陣）
- 中越遺跡出土品
- 中越遺跡
- 中央アルプス駒ケ岳

宮田村指定有形文化財
- 熊野寺の薬師如来像
- 熊野寺の聖観音菩薩像
- 全昌寺の薬師如来像
- 元宮神社の本殿（内蔵物）
- 元宮神社の舞台および社叢
- 鉾立の三十三観音
- 貞治石仏（如意輪観音）
- 貞治石仏（延命地蔵）
- 石碑「従是北高遠領」
- 中越遺跡出土縄文前期尖底土器
- 信濃國伊奈郡宮田村御検地水帳（元禄水帳）
- 信濃國伊奈郡中越村御検地水帳（元禄水帳）
- 大田切人形頭

### 名所・旧跡
主な城郭
- 宮田城

主な神社
- 津島神社 - あばれ神輿が特徴的な奇祭宮田祇園祭が有名。
- 姫宮神社 - 宮簀媛と縁のある神社。
- 元宮神社

主な寺院
- 熊野寺
- 全昌寺

主な遺跡
- 中越遺跡

主な史跡
- 貞治石仏

街道
- 三州街道（塩の道）
  - 宮田宿

### 観光スポット
- 中央アルプス
  - 木曽駒ヶ岳（駒ヶ岳・西駒ヶ岳・西駒）
  - 千畳敷
  - 宝剣岳
  - 中岳
  - 前岳
  - 濃ヶ池
  - 勒銘石
  - 伊勢滝
  - 不動滝
  - 宮田高原（旧称は駒ヶ根楽園キャンプ場）
  - 永遠の鐘（友好都市「田原市」の「幸せの鐘」）
- 天竜川 - 伊那峡
- 森と水のアウトドア体験広場

## 文化・名物

### 祭事・催事
主な祭事
- 宮田祇園祭（あばれ神輿）- 津島神社で行われる奇祭。

主な催事
- 実業団宮田サイクルロードレース
  - 2009年より開催。当初はヒルクライムレースなどを行っていたが、2014年現在は村役場南東の公道を使用した3.2kmのクリテリウムレースが毎年8月に開催されている。

### 名産・特産
- 信州みやだワイン紫輝
- 南信州ビール
- 紫輝彩丼[1]

## 出身関連著名人
- 稲村雪乃（サッカー選手）
- 小田切泰彦（宮田村長）[2]
- 加藤清治（第7代日本歯科医師会長）
- 唐木順三（文芸評論家）
- 新谷志保美（スピードスケート選手）
- 田中想来（サッカー選手）
- 水上由伸（プロ野球選手）
- 向山雅重（郷土史家、民俗学者）

## 宮田村を舞台とした作品

### ロケ地
映画
- 『僕だけがいない街』（2016年公開）監督:平川雄一朗